# Kanton Charenton-du-Cher
Charenton-du-Cher is een voormalig kanton van het Franse departement Cher. Het kanton maakte deel uit van het arrondissement Saint-Amand-Montrond. Het werd opgeheven bij decreet van 21 februari 2014 met uitwerking op 22 maart 2015.

## Gemeenten
Het kanton Charenton-du-Cher omvatte de volgende gemeenten:
- Arpheuilles
- Bannegon
- Bessais-le-Fromental
- Charenton-du-Cher (hoofdplaats)
- Coust
- Le Pondy
- Saint-Pierre-les-Étieux
- Thaumiers
- Vernais